# Nouvelle Résistance (organisation)
Nouvelle Résistance (portugais brésilien: Nova Resistência) est une organisation nationaliste révolutionnaire brésilienne avec une matrice antilibérale, anticapitaliste et traditionaliste, elle rejette la mondialisation au profit d'un système multipolaire, s'oppose à la privatisation des entreprises publiques, à la domination économique des États-Unis et de l'Union européenne, critique le mouvement LGBT, revendiquer un héritage politique du mouvement nationaliste-ouvrier de Getúlio Vargas et s'inspire fortement de la pensée d'Alexandre Douguine, en particulier dans la Quatrième Théorie politique.

## Histoire et Idéologie
Nouvelle Résistance est un mouvement nationaliste révolutionnaire, opposé aux gouvernements successifs du Brésil dans les années 2010. NR s'oppose à la privatisation des entreprises publiques, s'oppose à la domination économique des États-Unis et de l'Union Européenne, se réclame de l'héritage politique nationaliste-travailliste de Getúlio Vargas et est fortement inspiré par la pensée d'Alexandre Douguine.
Dans le domaine économique, NR défend le distributisme, une théorie économique inspirée de la doctrine sociale catholique et diffusée par des auteurs tels que Chesterton et Hilaire Belloc (1870-1953), dont l'idée principale est la défense des petites propriétés privées - qui devraient appartenir aux familles - en opposition à la concentration foncière
Dans les consignes douanières, ils sont contre certains pavillons dits « progressistes ». Les partisans du mouvement critiquent souvent, par exemple, le soi-disant "lobby LGBT", des groupes tels que Black Lives Matter et l'idéologie du genre. Ils condamnent aussi, cependant, certaines lignes de conservatisme, bien qu'ils soient traditionalistes. Un texte récent sur le site Internet du mouvement affirme par exemple que le « conservatisme bourgeois » était « imprégné de la décadence moderne ». « Lorsque nous parlons de 'conservatisme', nous devons nous demander : qu'y a-t-il à conserver ? Les notions de famille de la bourgeoisie ont érodé ce qui, en fait, prêchait les traditions comme le noyau ou le sein de la famille. Le néolibéralisme a englouti la vie des clans et des familles. Des hommes et des femmes, dont les fonctions naturelles étaient jadis définies, sont aujourd'hui écrasés par la faune grise des villes »
Le chef du groupe, Raphael Machado a déclaré :

« En 2015, le nationalisme et le patriotisme au Brésil étaient étroitement liés à l'anticommunisme américaniste, ce que nous n'aimions pas »

, 

« Comme nous n'étions ni communistes, ni libéraux, ni fascistes, nous avons vu que la seule alternative était de construire notre propre mouvement. »

« Chaque civilisation a sa propre identité  et sa cosmovision, c'est pourquoi elle devrait agir comme un espace géostratégique autonome, suivant ses propres principes, même si de préférence en dialogue avec d'autres civilisations. »

Le mouvement ne prône pas une Troisième voie mais plutôt une Quatrième voie.
Comme dans le cas européen, la NR opérera dans la logique du syncrétisme politique, mélangeant des éléments d'un conservatisme social de droite avec des agendas anti-impérialistes, syndicalistes et anticapitalistes, luttant pour une "concurrence mimétique avec les mouvements de gauche radicale" et brouillant les frontières entre droite et gauche.
On peut citer, à titre d'exemples, l'utilisation du discours anticolonial et révolutionnaire pour l'unification de l'Amérique latine contre le mondialisme mené par les États-Unis, la justification de l'État comme instrument de planification économique. Ils ne rentrent cependant pas dans le désintéressement de ceux qui disent ne vouloir se positionner « ni à droite ni à gauche », tant ils présentent une vision claire de ce qu'ils entendent pour la société. Ils soutiennent, par exemple, que le "sauvetage des spiritualités traditionnelles" est "fondamental pour lutter contre les maux modernes et post-modernes". Ils se définissent comme traditionalistes et nationalistes, et sont contre le mondialisme.
Dans le même ordre d'idées, le mouvement accueillera et prônera également différentes luttes de libération du tiers-monde, telles que le panarabisme du Baasisme et du nassérisme , la Jamahiryia de Mouammar Kadhafi, le péronisme argentin, le Bolivarisme, le Hezbollah libanais et la Révolution iranienne,.
Nouvelle Résistance est souvent décrite comme une organisation néofasciste par ses opposants.

## Liens avec le PDT
Comme ils défendent des personnalités comme Alberto Pasqualini, Darcy Ribeiro , Leonel Brizola et Jango (dont le mouvement se considère comme l'héritier) une partie de ses membres est affiliée au Parti démocratique travailliste (PDT) étant fréquemment accusé d'"entrisme" pour cette raison.
En mai 2019, un militant NR a pris la parole lors du « Congrès Trabalhista » tenu à Rio de Janeiro et organisé par les dirigeants syndicaux de Rio de Janeiro, et auquel participait alors le conseiller municipal Leonel Brizola Neto, désormais affilié au Parti du ouvriers.
Lors des élections de 2022, en plus de saluer certaines positions et déclarations du candidat présidentiel Ciro Gomes , le groupe a également soutenu publiquement les candidatures de Robinson Farinazzo et de l'ancien ministre de la Défense Aldo Rebelo, tous deux pour le PDT de São Paulo, ce dernier étant interviewé par Nouvelle Résistance sur sa chaîne YouTube,.